# كالونزو موسيوكا
ستيفن كالونزو موسيوكا (بالإنجليزية: Stephen Kalonzo Musyoka) هو سياسي كيني من حزب حركة الديمقراطية التوسعية ولد في يوم 24 ديسمبر 1953. هو نائب رئيس كينيا السابق من سنة 2008 إلى سنة 2013، حيث خدم تحت رئاسة مواي كيباكي وخلف مودي أووري في المنصب. أكمل دراسة القانون في جامعة نيروبي. سبق له شغل منصب وزير الخارجية من سنة 1993 إلى سنة 1998 وثم شغل منصب وزير السياحة من سنة 2001 إلى سنة 2002 وشغل منصب وزير الخارجية مرة أخرى من سنة 2003 إلى سنة 2004.